# Feuerschlucken

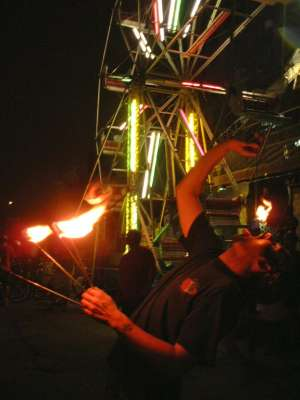
Ein Feuerschlucker

Beim Feuerschlucken (nicht zu verwechseln mit Feuerspucken) löscht der Feuerkünstler eine brennende Fackel in seinem Mund.

## Technik
Beim Feuerschlucken wird die Flamme der Fackel erstickt. Der Feuerkünstler führt die Fackel langsam zu seinem Mund und atmet leicht aus (die Stärke, wenn man H ausspricht. Dies wird die ganze Zeit durchgeführt bis die Fackel im Mund ist.) Wenn die Fackel im Mund ist, wird der Mund geschlossen. Dadurch wird das Feuer erstickt. Die sichere Durchführung erfordert lange Übung.

## Tricks
Viele Feuerschlucker beherrschen auch Tricks, wie das Festhalten der Fackel zwischen den Zähnen und das Wiederentzünden der Fackel mit Brennstoffrückständen auf den Lippen.

## Gefahren

### Verbrennungen
Wenn der Feuerkünstler nicht stark genug ausatmet oder sogar einatmet, schlägt die Flamme in den Rachenraum und führt zu Verbrennungen der Nase bis hin zu Verbrennungen des Halses.

### Lungenentzündung
Wenn von der Fackel Brennstoff eingeatmet wird, gelangt dieser in die Lunge, in der er zu erheblichen Schädigungen (je nach Art des Brennstoffs) führt. Diese so genannte Lipid-Pneumonie oder „chemische Entzündung“ wird ausgelöst durch die Zerstörung des Phospholipid-Films der Lungenbläschen und kann zu einem tödlichen Lungenödem oder einer schweren bakteriellen Lungenentzündung führen. Dieser Mechanismus ist unabhängig vom verwendeten Mittel oder dessen Reinheit und wird nur durch dessen physikalische Eigenschaften verursacht. Ernste Warnsignale für eine Lipid-Pneumonie sind anhaltende Hustenanfälle.

### Vergiftungen und Reizungen
Viele der fürs Feuerschlucken verwendeten Brennstoffe sind gesundheitsschädlich oder sogar giftig. Vergiftungen entstehen auch durch Verschlucken oder Einatmen der Dämpfe des Brennstoffs oder des Brennstoffs selbst.